# Nicolò Traverso
Pour les articles homonymes, voir Traverso.
Nicolo Traverso (Gênes, 1745 - Gênes, 1823) est  un sculpteur italien néoclassique actif essentiellement à Gênes et en Ligurie.

## Biographie
Nicolò Traverso fut un élève de Francesco Maria Schiaffino et un éminent représentant du style néoclassique.
Avec Francesco Ravaschio, il travailla à la décoration du Palais Durazzo-Pallavicini et du Palazzo Ducale de Gênes. 

## Œuvres
- Statue de la Foi, façade néoclassique de l'église San Siro, Gênes.
- Huit bustes d'âpotres, église San Matteo, Gênes.
- Gloria di Sant'Agnese, groupe de statues, église Nostra Signora del Carmine.
- Genio della Scultura, statue, Galerie des Glaces, Palazzo Reale.
- Marchese Spinola, buste en marbre de 63 cm x 55 cm.
- Allégorie de la Justice, statue, Palazzo Ducale, Gênes.
- Médaillons de portraits de Ligures illustres, réalisés avec Andrea Casaregi et Francesco Ravaschio.